# Cộng hòa La Mã

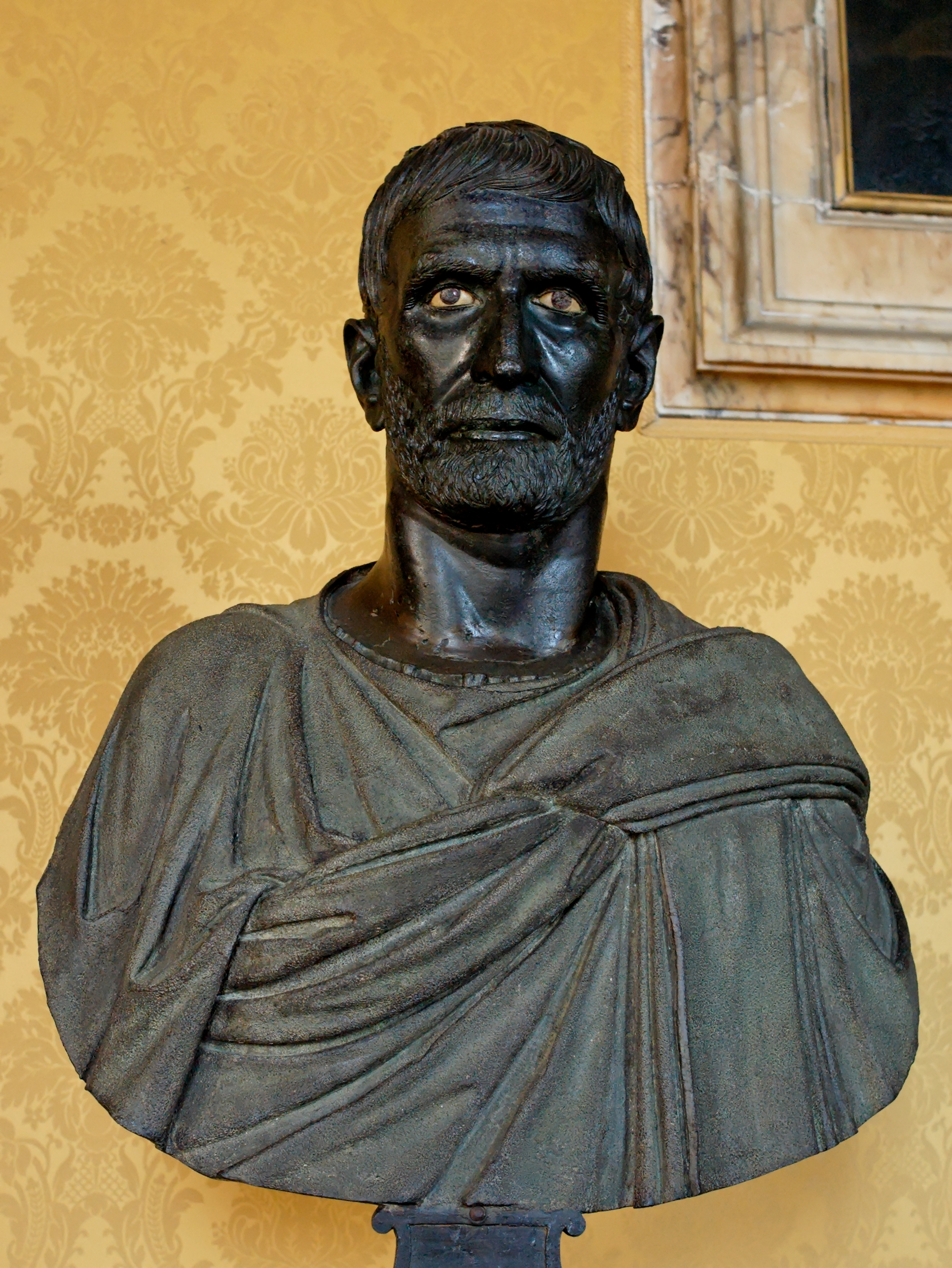
"Capitoline Brutus", một bức tượng chân dung có thể miêu tả Lucius Junius Brutus, người đã lãnh đạo cuộc nổi dậy chống lại vị vua cuối cùng của Rome và là người sáng lập ra nước Cộng hòa

Cộng hòa La Mã hay Cộng hòa Rôma (tiếng Latinh: Res publica Romana; phát âm tiếng Latinh: [ˈreːs ˈpuːb.lɪ.ka roːˈmaː.na]) là giai đoạn trong nền văn minh La Mã cổ đại được phân biệt vì có chế độ cộng hòa. Giai đoạn cộng hòa bắt đầu khi chế độ quân chủ bị lật đổ vào khoảng năm 509 TCN và kéo dài hơn 450 năm, đến khi bị suy yếu do loạt nội chiến và được thay bằng chế độ nguyên thủ (Principate) và giai đoạn Hoàng đế. Đúng lúc mà Cộng hòa La Mã trở thành Đế chế La Mã tùy theo cách hiểu. Các nhà lịch sử đã đề nghị chọn một vài sự kiện, bao gồm khi Julius Caesar được bổ nhiệm làm Thống lãnh tối cao (độc tài suốt đời; 44 TCN), Trận Actium (2 tháng 9 năm 31 TCN), và khi Viện nguyên lão La Mã cấp Octavius các quyền lực đặc biệt theo thỏa thuận đầu tiên giữa Viện nguyên lão và bình dân (16 tháng 1 năm 27 TCN).
Người La Mã dần dần đánh bại những dân tộc khác trên bán đảo Ý, chủ yếu liên quan đến những bộ tộc Ý khác (thuộc dòng Ấn-Âu) như người Samnite và Sabine, nhưng cũng có cả người Etrusca. Mối đe doạ cuối cùng cho đế chế La Mã đến khi Tarentum, một thuộc địa lớn của Hy Lạp, nhận được sự giúp đỡ của vua xứ Ipiros là Pyrros vào năm 282 TCN. Trong nửa sau của thế kỉ thứ 3 TCN, Roma xung đột với Carthage trong 2 cuộc Chiến tranh Punic, xâm chiếm Sicilia và Iberia. Sau khi đánh bại Vương quốc Macedonia và Đế chế Seleucid vào thế kỉ thứ 2 TCN, người La Mã trở thành những người chủ không thể chối cãi của vùng Địa Trung Hải.
Xung đột nội bộ giờ đây trở thành mối đe doạ lớn nhất đối với nền Cộng hoà. Hội đồng Nguyên lão, khư khư giữ lấy quyền lực cho mình, liên tục phản đối những cải cách đất đai quan trọng. Một hậu quả không lường trước được từ cải cách quân sự của Gaius Marius là quân lính thường có lòng trung thành với người chỉ huy của họ nhiều hơn đối với thành phố, và một vị tướng hùng mạnh như Marius, hay đối thủ của ông Lucius Cornelius Sulla, có đủ khả năng uy hiếp buộc thành phố và Hội đồng Nguyên lão phải nhượng bộ.
Vào giữa thế kỉ 1 TCN ba người, Julius Caesar, Gnaeus Pompeius Magnus (Pompey) và Marcus Licinius Crassus, đã nắm quyền kiểm soát không chính thức của chính phủ cộng hoà thông qua một hiệp ước bí mật được biết đến như là Chế độ Tam hùng đầu tiên. Caesar có thể hoà hợp với những đối thủ Pompey và Crassus, cả hai đều là những người cực giàu với quân đội riêng và sự nghiệp thượng nghị sĩ, và hành động vì lợi ích của cả hai người khi bầu chọn quan chấp chính tối cao, trước khi dùng cương vị thống đốc của mình như người cầm quyền của Gaule để tự mình có được danh tiếng quân sự. Sau cái chết của Crassus và sự sụp đổ của chế độ Tam hùng, một sự tách biệt giữa Caesar và Hội đồng Nguyên lão đã dẫn tới nội chiến, với Pompey dẫn đầu lực lượng của Hội đồng. Caesar chiến thắng và được phong làm nhà độc tài suốt đời sau khi từ chối tước hiệu quốc vương. Tuy nhiên, ông nắm quá nhiều quyền lực và trở thành cái gai trong mắt các nguyên lão, và sau đó bị ám sát trong một âm mưu được tổ chức bởi Brutus và Cassius vào ngày 15 tháng 3 năm 44 TCN.
Một chế độ Tam hùng thứ hai, bao gồm người thừa kế đã được chỉ định của Augustus và những cựu trợ thần Marcus Antonius và Marcus Aemilius Lepidus, lên nắm quyền, nhưng những thành viên của nó nhanh chóng rơi vào một cuộc đấu tranh giành quyền thống trị. Trong nỗ lực cuối giành chính quyền Cộng hoà, Augustus đánh bại Antonius tại trận chiến Actium vào năm 31 TCN và thôn tính những vùng lãnh thổ của Cleopatra, người vợ phương Đông của Antonius. Augustus giữ lại Ai Cập như là thuộc địa không chính thức của nhà vua, bảo đảm một thu nhập để lấy lòng những cư dân thủ đô. Giờ đây ông ta nắm lấy quyền lực gần như tuyệt đối với tư cách là thống soái quân sư, người bảo vệ duy nhất của quần chúng, và quyền lực tối cao trên lãnh thổ La Mã, và lấy tên Augustus. Những xác lập hiến pháp trên (đã biến Roma từ một nước cộng hoà thành một đế quốc). Người kế vị được chỉ định của Augustus, Tiberius, lên nắm quyền mà không có cuộc đổ máu nào (thậm chí còn không có nhiều sự kháng cự), và như vậy đã hoàn thành công trình của ông.
Định rõ lúc kết thúc của Cộng hòa là việc dành cho nhà lịch sử ngày nay; dân La Mã vào lúc đó không nghĩ rằng Cộng hòa không còn. Các "Hoàng đế" vương triều Julia-Claudia vẫn tuyên bố rằng res publica (thời quần chúng) vẫn tiếp tục, cho dù hoạt động dưới sự bảo vệ của các quyền lực đặc biệt, và sẽ trở lại hình thức Cộng hòa đầy đủ. La Mã vẫn còn là Cộng hòa trên danh nghĩa ít nhất cho đến thế kỷ 3 và cuộc cải cách lập chế độ Dominate (chủ nhân).

## Hiến pháp
Hiến pháp La Mã là tập hợp những chỉ dẫn và nguyên tắc bất thành văn chủ yếu thông qua từ các tiền lệ. Hiến pháp La Mã không chính quy, đa số không thành văn và thay đổi liên tục.

### Viện nguyên lão
Nền tảng quyền lực của viện nguyên lão xuất phát từ sự quý trọng và uy tín. Sự quý trọng và uy tín này xuất phát từ thói quen và phong tục, cũng giống như năng lực và uy tín cao của các nghị sĩ. Viện nguyên lão thông qua các sắc lệnh được gọi là senatus consultum, một cách chính thức được gọi là "Lời khuyên" của viện nguyên lão đối với quan chấp chính. Trong thực tế thì các quan chấp chính luôn chấp hành mệnh lệnh này. Viện nguyên lão chủ yếu tập trung vào chính sách đối ngoại mặc dầu về nguyên tắc thì viện nguyên lão không hề có vai trò quản lý những xung đột quân sự, nó cũng có vai trò quản lý công dân trong các thành phố và thị trấn. Điều kiện để trở thành một nghị sĩ viện nguyên lão là phải sở hữu một vùng đất tương đương với 100.000 denarii, thuộc dòng dõi patrician (Quý tộc có dòng dõi lâu đời tại La Mã), đã từng giữ chức vụ trong chính quyền. Viện nguyên lão sẽ bỏ phiếu để chấp nhận một người có đủ tiêu chuẩn trên có thành nghị sĩ hay không

### Hội đồng lập pháp
Các hội đồng lập pháp là những hội nghị tập trung toàn bộ công dân La Mã, quyết định cuối cùng đến bầu cử các quan chức, ban hành các đạo luật, thi hành các hình phạt, tuyên chiến và cầu hoà, giải tán hoặc lập liên minh với các quốc gia khác. Có hai loại hội đồng lập pháp. Thứ nhất là comitia - hội đồng của tất cả các công dân, thứ hai là concilia - hội đồng của một nhóm công dân nhất định.

### Hội đồng Centuriata
Công dân La Mã được tổ chức theo các đơn vị cơ bản là Centuria và Bộ lạc. Dân chúng sẽ tập hợp theo các Centuriata và Tributa. Hội đồng Centuria (tên gốc là Comitia Centuriata) là tập hợp toàn thể nhân dân theo các đơn vị gọi là Centuria. Người chủ trì hội đồng Centuriata thông thường là Quan chấp chính. Các đơn vị sẽ bỏ phiếu, mỗi đơn vị được một phiếu, quyết định sẽ theo đa số. Đại hội Centuriata sẽ bầu ra các quan có quyền chỉ huy quân đội (Pháp quan và Chấp chính quan). Nó cũng bầu ra các giám quan. Hội đồng Centuriata cũng có thể tuyên chiến, thông qua kết quả điều tra dân số. Và cũng là toà án tối cao.

### Hội đồng Tributa
Hội đồng Tributa hay Comitia Tributa chủ trì bởi chấp chính quan, được tập hợp từ 35 Tributa. Tributa không phải là nhóm người cùng một dân tộc hoặc cùng huyết thống mà là nhóm được phân chia theo địa lý. Thứ tự bầu chọn của các Tributa được lấy ngẫu nhiên bằng cách rút thăm. Khi được số đông ủng hộ cuộc bỏ phiếu sẽ kết thúc. Hội đồng Tributa không thông qua luật nó chỉ bầu cử Quan coi quốc khố, Quan thị chính và thống lĩnh quân đội.

### Hội đồng Pleb
Hội đồng Pleb là quốc hội của những người Pleb, những người bình dân (không thuộc tầng lớp quý tộc) bao gồm những người nô lệ được giải phóng, nông dân nghèo, người sống dựa vào tầng lớp quý tộc và thợ thủ công. Những người bình dân bị từ chối và bị cấm nhiều quyền lợi như những người khác trong cùng tầng lớp. Nhiều hơn thế nữa là họ thường bị đối xử bất công bởi các vị quan tòa. Họ tự tổ chức thành những Tributa riêng, tự bầu cử lấy quan hành chính, quan toà, quan bảo dân. Thông thường quan bảo dân của người Pleb chủ trì hội đồng. Hội đồng này thông qua hầu hết các luật và cũng là toà án. Từ khi được tổ chức theo các tribe, thì luật lệ và thủ tục của nó gần giống như Hội đồng Tribe.

## Lịch sử
Phẫn nộ về việc Sextus Tarquinius, con trai của vua Lucius Tarquinius Superbus cưỡng hiếp Lucretia, Lucius Junius Brutus đã lãnh đạo cuộc lật đổ vương triều Tarquinius năm 509 TCN, La Mã bước vào kỷ nguyên của nền cộng hòa, thể chế cai trị bởi Viện nguyên lão. Lịch sử của Cộng hòa La Mã là lịch sử của những cuộc chiến tranh. Tất cả các câu chuyện lịch sử người La Mã sẽ dùng như là minh chứng cho các ưu điểm và giá trị La Mã đều bắt đầu từ giai đoạn dữ dội này, giai đoạn của các cuộc xâm lược và bảo vệ đất nước. Trước nay, hiến pháp của La Mã không tồn tại chính thức hay được viết ra thành văn bản mà là một loạt các giá trị và luật bất thành văn. Nó được định ra trên cơ sở của chế độ quân chủ trong quá khứ, bởi vậy dù không khôi phục nền quân chủ, người La Mã vẫn dành những quyền lực to lớn cho các quan chức.

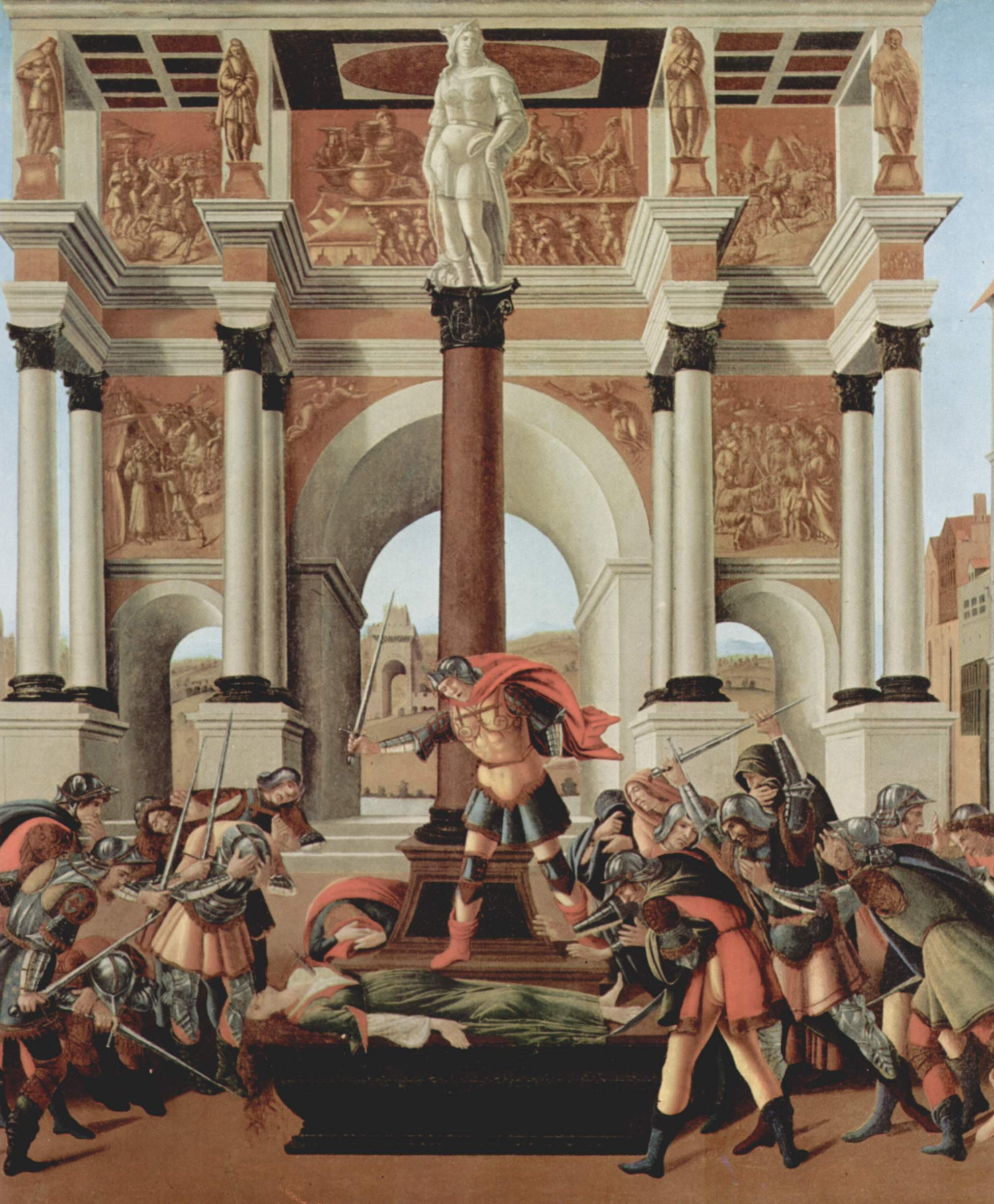
Tác phẩm Storie di Lucrezia ("Câu chuyện của Lucretia") của Sandro Botticelli (1445-1510). Chi tiết ở trung tâm của bức tranh, mô tả cảnh các công dân rút kiếm ra và đang nguyền rủa chế độ quân chủ.

Ở vị trí cao nhất là hai quan chấp chính, được bầu cử hàng năm trong số những nhà quý tộc. Cũng giống với các quốc vương trong thời quân chủ, 2 quan chấp chính đưa ra luật pháp, chỉ huy quân đội và điều hành quốc gia. Phục sức của họ giống với các vị vua trong quá khứ và họ ngồi trên ghế truyền thống dành riêng cho nhà vua. Tuy nhiên, quyền lực của họ đã bị hạn chế rất nhiều. Thứ nhất, họ nắm quyền chỉ có 1 năm, sau đó có thể được bầu lại hoặc trở về đời sống riêng. Thứ hai, sau khi làm quan chấp chính một nhiệm kỳ, họ bị cấm làm lại trong 10 năm. Thứ ba, có 2 quan cùng chấp chính, và vị này có thể ngăn cản có hiệu quả bất cứ quyết định hay hành động nào của vị kia bằng quyền phủ quyết. Thứ tư, các quan chấp chính tiếp tục phải phục vụ ở Viện nguyên lão sau khi nhiệm kỳ chấm dứt, điều này khiến họ chuyên tâm hợp tác với Viện nguyên lão. Kết quả của những việc này là các quan chấp chính không thực sự chủ động và sáng tạo, bởi vậy chính phủ La Mã có khuynh hướng bảo thủ và thận trọng. Trong thế kỉ IV trước CN, quyền lực của quan chấp chính được chuyển cho các vị thống lĩnh quân đội, và những người này tại vị nhiều nhiệm kỳ do yêu cầu của các chiến dịch quân sự.
Dưới 2 quan chấp chính là các quan coi quốc khố, quan thị chính và pháp quan. Chức pháp quan là chức danh tư pháp, đồng thời có quyền chỉ huy quân đội; các pháp quan và quan chấp chính là các vị tướng chủ chốt của La Mã. Vị trí pháp quan cũng như quan chấp chính có nhiệm kỳ 1 năm, và cũng có thể kéo dài trong thời gian chiến tranh. Việc phân loại dân chúng theo tài sản và mức đóng thuế là việc của 2 vị giám quan. Nhiệm vụ của họ là lên hồ sơ dân chúng và định mức thuế phải nộp. Do đó họ có rất nhiều cơ hội để ăn cắp và tham nhũng. Bởi vậy, vị trí này chỉ được giao cho các nguyên chấp chính quan, những người có đạo đức và liêm khiết nhất. Các giám quan có quyền lực lớn, họ có thể thải hồi các nghị sĩ trong Viện nguyên lão không chỉ vì các vướng mắc tài chính mà có thể vì bất cứ lý do gì. Vào giai đoạn cuối của nền cộng hòa, các giám quan nằm trong số những chính trị gia có quyền lực nhất ở La Mã.
Với việc quyền lực hoàn toàn tập trung trong tay giới quý tộc, thể chế cộng hòa La Mã lúc bắt đầu là 1 hình thức chuyển giao quyền lực từ quốc vương sang tầng lớp giàu có nhất La Mã. Tính chất thống trị của luật pháp, hệ thống tài chính, và chính sách ngoại giao thiết lập bởi giới quý tộc ngay lập tức đưa đến sự oán giận của tầng lớp bình dân. Từ lúc bắt đầu năm 509 trước CN cho đến lúc tan rã vào năm 27 trước CN, lịch sử chính trị của Cộng hòa La Mã là 1 mớ hỗn độn, và thường xuyên xung đột giữa hai tầng lớp muốn tranh giành quyền lực chính trị.
Năm 494 TCN, những người bình dân La Mã rời Roma và di cư tới một vùng núi thiêng. Tại đây, họ thành lập 1 chính phủ mới, 1 chính phủ có tổ chức bộ lạc kiểu cũ, đứng đầu là các quan bảo dân. Họ công khai phủ quyết các quyết định của giới quan chức La Mã và luật pháp của Viện nguyên lão. Chính phủ này do dân nghèo bầu ra và các quyết định của nó áp dụng cho mọi đối tượng là dân nghèo. Nói cách khác, dân nghèo đã tự dành cho họ quyền viết ra luật pháp cho riêng mình. Năm 450 trước CN, phong trào đấu tranh giai cấp đưa ra bộ luật 12 điểm với việc chính thức hóa luật lệ và hiến pháp La Mã. Người La Mã xem đây là 1 chiến thắng của việc đấu tranh đòi quyền bình đẳng, nó là công cụ giúp họ xác định vị trí của mình trong xã hội pháp quy. Năm 445 trước CN, giới bình dân giành được quyền lập gia đình với người trong giới quý tộc, và đến năm 367 trước CN, 1 người thuộc giới bình dân được bầu làm quan chấp chính. Bộ luật Lex Licinia Sextia quy định ít nhất một trong 2 quan chấp chính phải là người thuộc giới bình dân. Với việc sau khi hoàn thành nhiệm kỳ chấp chính, vị quan này trở thành thành viên của Viện nguyên lão, quyền nắm giữ Viện nguyên lão của giới quý tộc đã bị phá vỡ. Đến năm 300 trước CN, giới bình dân có quyền tham gia ở tất cả mọi cấp của giáo hội, có nghĩa là ngang hàng với giới quý tộc về tín ngưỡng. Và cuối cùng, chiến thắng quyết định về mặt quyền lực và sự ảnh hưởng đến vào năm 287 trước CN, năm mà các quyết định và luật pháp của chính phủ bình dân được áp dụng cho toàn bộ cộng đồng La Mã, bao gồm cả giới quý tộc. La Mã đã đạt được những cải cách này mà không cần bất kỳ 1 cuộc nội chiến hay đổ máu nào. Tất nhiên, cuộc đấu tranh giai cấp vẫn không thể được giải quyết nhưng rõ ràng là nội chiến giai cấp đã được ngăn chặn hoàn toàn. Như vậy, người La Mã đã cải cách thể chế của mình như 1 nhu cầu tự phát hơn là vì theo đuổi 1 kế hoạch cụ thể nào.
Cùng thời gian này, và với tính chất tự phát tương tự, họ tiến hành mở rộng lãnh thổ của mình. Thoạt đầu, các cuộc chiến do những người cộng hòa tiến hành chủ yếu có tính chất phòng ngự vì việc lật đổ vương triều Tarquinius đã dẫn đến nhiều cuộc tấn công của người Etruscan và các đồng minh nhằm vào La Mã. Nhưng không lâu sau đó, La Mã chuyển sang việc tấn công giành quyền kiểm soát lãnh thổ của những người láng giềng nhằm triệt tiêu hiểm họa bị tấn công. Sự Logic của La Mã là việc kiểm soát các lãnh thổ chung quanh sẽ ngăn ngừa được bất cứ cuộc tấn công nào từ cư dân trên các lãnh thổ này đồng thời tạo ra 1 vùng đệm an toàn cho La Mã với những kẻ tấn công đến từ xa. Chính sách xâm lược của La Mã bởi vậy tiếp tục được duy trì vì lý do an toàn của bản thân họ. Kết quả cuối cùng của quá trình này là việc giành quyền kiểm soát toàn bộ bán đảo Italia năm 265 trước CN, và sau đó là cả vùng Địa Trung Hải. Có thể nói rằng đế chế La Mã là 1 sự phát triển tự nhiên, nó được hình thành trong quá trình theo đuổi 1 chính sách có tên: sự an toàn. Chỉ đến giai đoạn cuối của quá trình này, Đế chế La Mã mới trở thành 1 mục tiêu rõ ràng.

### Chinh phục Bán đảo Italia

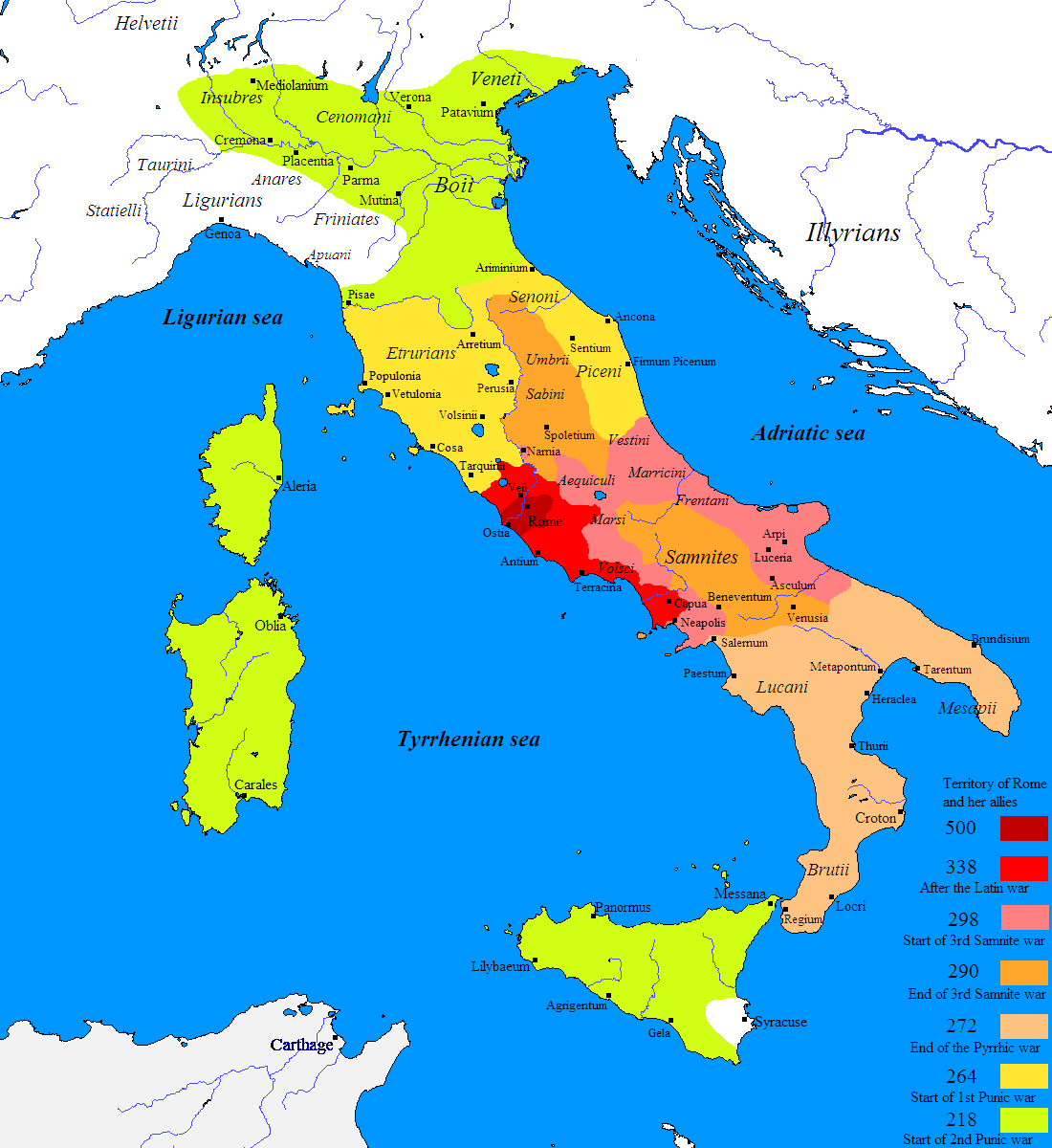
Cuộc chinh phục bán đảo Ý của La Mã

Cuộc chinh phục bán đảo Italia được bắt đầu ngay sau khi người La Mã trục xuất vua Lucius Tarquinius Superbus năm 509 trước CN với mục tiêu đầu tiên chính là lãnh thổ của người Etruscan. Tuy nhiên, cuộc chinh phục Italia của người La Mã bất ngờ bị gián đoạn bởi cuộc xâm lược của bộ tộc Gaul, du cư và thiện chiến đến từ bên kia dãy Alps. Năm 387 trước CN, người Gaul vượt dãy Alps, nhanh chóng đánh bại quân đội và thiêu hủy La Mã. Tuy nhiên, người Gaul không có ý định định cư tại Italy, họ chỉ quan tâm đến của cải của La Mã. Họ cướp phá La Mã, yêu cầu cống nạp, và sau khi đã thu thập đủ thì quay về đất của họ ở trung tâm châu Âu. La Mã lúc này suy kiệt và nhiều cư dân họ đã chinh phục trên bán đảo Italia quay lại tấn công họ. Tuy nhiên, đến năm 350 trước CN, La Mã đã hồi phục mạnh mẽ đủ để lập lại vị thế ở các vùng đất nói trên.
Dù chỉ là 1 thành viên trong liên minh các nước Latin, La Mã đã áp đặt vị thế bá chủ lên tất cả các nước trong liên minh này. Năm 340, các nước nổi dậy đòi quyền độc lập sau khi La Mã khước từ yêu sách của họ. Tuy nhiên, La Mã chỉ mất có 2 năm để dẹp tan cuộc nổi dậy này và thống nhất khối Latin năm 338 trước CN. Năm 295 trước CN, La Mã bắt đầu cuộc chiến chống lại sự nổi loạn của những người Samnites sống trên dãy núi Apennine, có thêm sự tham gia của những người Etruscan, người Gaul sót lại và một vài thành phố Italia khác. Kết quả của cuộc chiến này là đến năm 280 trước CN, La Mã giành quyền kiểm soát toàn bộ trung tâm Italia. Họ chuyển sự quan tâm của mình về phía Nam bán đảo tới các thành phố của Hy Lạp và nhanh chóng khuất phục nốt khu vực này. Vậy là đến giữa thế kỷ 3 trước CN, La Mã đã hoàn toàn làm chủ bán đảo Italia.
Lịch sử cổ đại cho thấy rằng việc giữ các vùng đất chinh phục được là rất khó khăn. Tuy nhiên, La Mã dường như đã tìm ra cách giải quyết vấn đề này với các chính sách vừa tự do vừa quân phiệt. Thứ nhất, Roma không hủy diệt các vùng đất này mà trao cho chúng những quyền lực chắc chắn. Một số nơi được chấp thuận trở thành công dân La Mã đặc biệt là các vùng gần La Mã, một số vùng khác được chấp nhận chỉ phải theo những luật nào đó của La Mã. Một số vùng được cho phép trở thành khu tự trị, một số khác được cho phép trở thành đồng minh. Nhưng tất cả đều phải đóng thuế và cung cấp binh lính cho La Mã. Ngoài ra, La Mã cho quân lính định cư trên các miền đất chiếm đóng như là phần thưởng cho sự phục vụ của họ. Quân lính có đất đai có thể sinh lợi, và La Mã có đội quân cố định trên các miền đất đã chiếm đóng. Để tăng cường sức mạnh cho các đội quân này, La Mã tiến hành các dự án làm đường đầy tham vọng. Họ xây các con đường thẳng tắp vượt qua các ngọn núi cho phép quân đội nhanh chóng vận động tới các vùng có nổi loạn. Sự kết hợp của việc trao quyền hành và quyền công dân với việc đảm bảo những phản ứng nhanh chóng và khắt khe đối với những kẻ nổi loạn đã cho ra đời 1 đế chế hòa bình và bền vững trên bán đảo Italia.

### Chiến tranh Punic

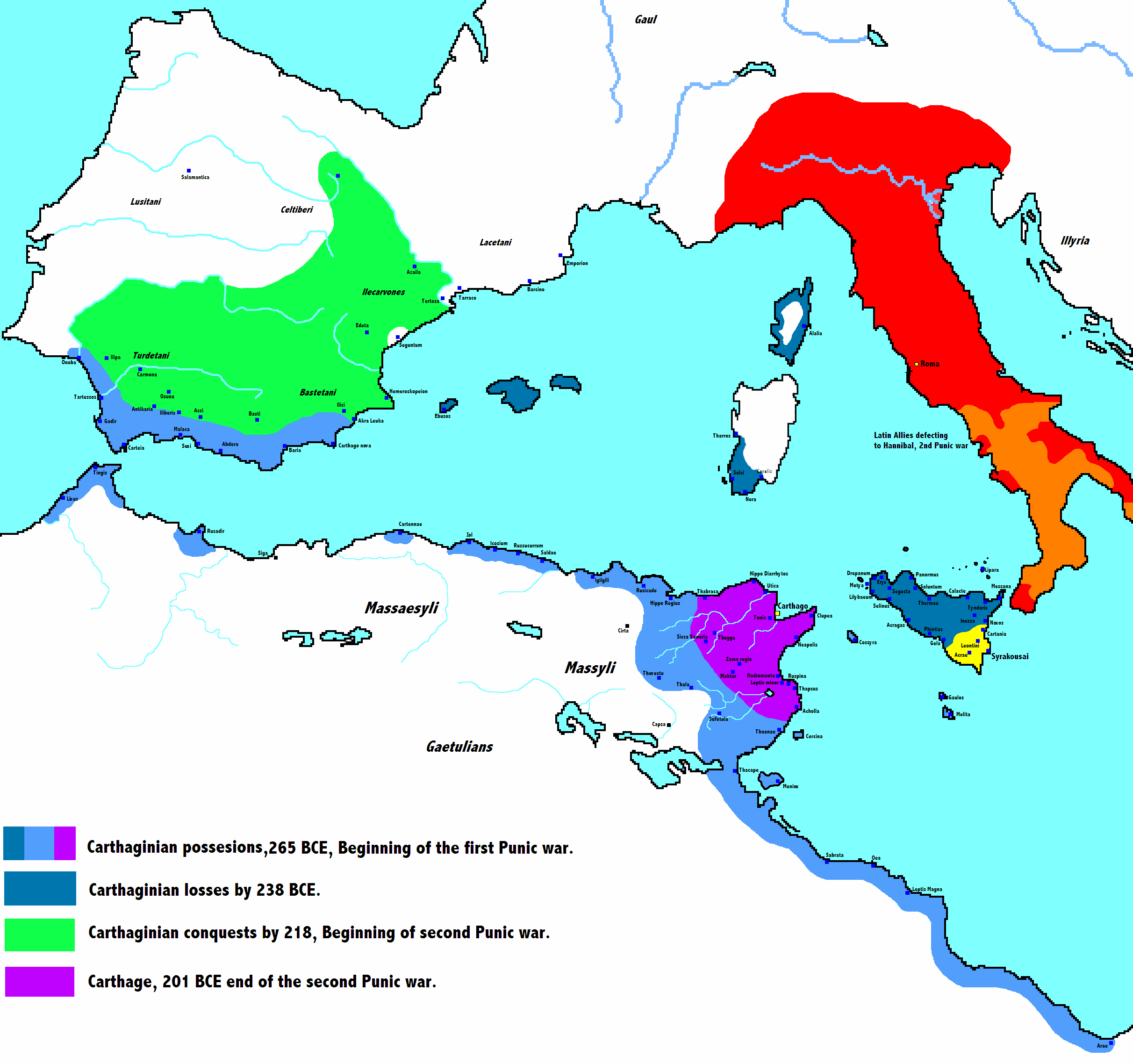
Bối cảnh ở Địa Trung Hải trong cuộc chiến tranh Punic

Lực lượng hải quân hùng mạnh nhất trên Địa Trung Hải trong thế kỷ 3 trước Công nguyên là Carthage, quốc gia phía bắc châu Phi gần Tunisia ngày nay. Người Carthage là người gốc Phoenicia và Carthage là một thuộc địa cũ của Phoenicia từ thế kỷ 9 trước CN. Từ Carthage trong tiếng Phoenicia có nghĩa là "thành phố mới". Đến thế kỷ 6 trước CN, Phoenicia bị chinh phục bởi người Assyria (là những bộ lạc Semitic sống ở phía bắc Mesopotamia) và sau đó là người Ba Tư. Tuy nhiên Carthage lại không bị ảnh hưởng và trở thành một quốc gia độc lập hoàn toàn. Song song với cuộc chinh phục bán đảo Ý của La Mã, Carthage cũng mở rộng lãnh thổ của mình ra khắp Bắc Phi. Khi La Mã hoàn tất cuộc chinh phục Ý của mình thì Carthage cũng đã kiểm soát toàn bộ bờ biển Bắc Phi từ phía Tây Libya đến eo biển Gibraltar (bờ biển phía nam Tây Ban Nha), hầu hết bờ biển phía nam Tây Ban Nha cũng như các đảo Corse và Sardegna ở Châu Âu. Carthage trở thành một cường quốc, họ kiểm soát hầu hết các hoạt động giao thương trên Địa Trung Hải, cung cấp binh lính, nô lệ và hàng hóa, và tích trữ lượng lượng vàng bạc khổng lồ từ các mỏ khai thác ở Tây Ban Nha.
Hai đế chế hùng mạnh này bắt đầu va chạm nhau vào giữa thế kỷ 3 trước Công nguyên, khi quyền lực của La Mã đã vươn tới cực nam của Ý. Thực ra, hai bên đã có những tiếp xúc rời rạc trước đó nhưng chưa bên nào cảm thấy mối đe dọa đến từ bên kia. Người La Mã có hiểu biết kỹ lưỡng về người Carthage. Họ gọi những người này bằng cái tên gốc là người Phoenicia. Trong tiếng Latin, nó được viết là Poeni, đây là nguồn gốc cái tên Punic của cuộc chiến tranh trong bài này. Cuộc chiến bất hạnh cho Carthage này là không thể tránh được. Nằm giữa Carthage và Ý là hòn đảo lớn Sicilia. Carthage kiểm soát nửa phía tây của hòn đảo, nhưng với việc đã kiểm soát cực nam của bán đảo Ý thì La Mã chỉ còn cách Sicilia một tầm tay. La Mã can thiệp vào cuộc nổi dậy của người Messana chống lại Carthage, và chiến tranh Punic lần thứ nhất nổ ra.
Năm 264 TCN, Cộng hòa La Mã đã giành quyền kiểm soát bán đảo Ý phía nam của sông Po. Không giống như Carthage, Roma đã có quân đội thường trực lớn được tuyển dụng từ các công dân La mã. Mặt khác,khi bắt đầu của Chiến tranh Punic lần đầu tiên,người La Mã đã không có hải quân thường trực,dẫu vậy họ đã xây dựng lực lượng hải quân trong suốt cuộc chiến.

#### Chiến tranh Punic lần thứ nhất
Nổ ra năm 264 TCN, chủ yếu diễn ra trên đảo Sicilia. La Mã bao vây nhiều thành phố của Carthage ở Sicilia và khi Carthage đưa hải quân của mình đến giải vây, La Mã hủy diệt hoàn toàn lực lượng hải quân này. Lần đầu tiên kể từ khi thành lập, Đế chế Carthage chuốc lấy thất bại trên biển. Cuộc chiến chấm dứt với chiến thắng không thực sự thuộc về bên nào. Năm 241 TCN, một hiệp ước được ký năm 241 giữa 2 bên với việc Carthage phải rời bỏ Sicilia (dù chưa bị mất vào tay La Mã) và bồi thường một khoản cho chiến tranh. Ngay sau đó, Carthage phải đối mặt với các vụ nổi loạn của lực lượng lính đánh thuê, và La Mã hưởng lợi từ sự lộn xộn này với việc chiếm được đảo Corse. La Mã rất e ngại người Carthage và muốn xây dựng một vùng đệm an toàn càng lớn càng tốt giữa La Mã và Carthage. Sau Sicilia và Corse, La Mã tiếp tục muốn đẩy người Carthage ra khỏi Sardegna, hòn đảo phía tây bán đảo Ý. Carthage phản ứng bằng cách gia tăng sức mạnh ở Châu Âu. Trước tiên, họ đưa tướng Hamilcar và con rể ông ta là Hasdrubal tới Tây Ban Nha thiết lập chế độ thuộc địa và xây dựng quân đội. Ở đây, hai cha con này lập quan hệ đồng minh với các nước vùng Iberia, và quân đội Carthage chiêu mộ từ các quốc gia đồng minh lặng lẽ lớn mạnh và quyền lực cùng ảnh hưởng của Carthage vươn khắp bán đảo Iberia.

#### Chiến tranh Punic lần thứ hai

Hannibal vượt dãy Anpơ

Rất lo lắng trước tình hình này nên khi Saguntum, một thành phố nhỏ ở Tây Ban Nha yêu cầu Roma trở thành đồng minh, La Mã đã không từ chối. Vài năm sau, Hannibal, một tướng trẻ 25 tuổi trở thành tổng chỉ huy quân Carthage ở Tây Ban Nha. Lúc đầu, Hannibal cho phép người Saguntum sử dụng các bến cảng rộng lớn để tránh xung đột với La Mã. Nhưng Saguntum với giúp đỡ của người đồng minh La Mã, bắt đầu chơi trò chính trị với các thành phố Tây Ban Nha khác. Bỏ qua những đe dọa trực tiếp từ La Mã, Hannibal tấn công và chiếm giữ Saguntum. La Mã cố gắng thu xếp vấn đề này bằng con đường ngoại giao. Họ yêu cầu Carthage cách chức Hannibal và đưa ông này đến Roma. Chiến tranh Punic lần 2 nổ ra năm 218 trước CN khi Carthage khước từ yêu cầu này. Nhưng lần này, La Mã phải đối mặt với một địch thủ đáng sợ. Trong thời gian sau cuộc chiến lần 1, Carthage đã tạo ra một đội quân hùng mạnh. Hannibal đã đưa đội quân này đi dọc châu Âu và tháng 9 năm 218, ông đưa quân Carthage vượt dãy Alpes bắt đầu cuộc xâm lược Ý. Dù mệt mỏi vì quãng đường vận động chiến, Hannibal vẫn ngay lập tức đập tan quân La Mã ở phía bắc Ý. Chiến thắng ngoạn mục này đã khiến nhiều chiến binh du mục Gaule gia nhập đoàn quân của Hannibal nâng tổng số quân của ông lên trên 50000. Chiến thắng của Hannibal trước người La Mã được đảm bảo bằng việc thuyết phục các đồng minh của La Mã và sáp nhập nhiều thành phố vào Carthage.
Người La Mã hiểu rằng họ không thể đánh bại Hannibal. Tuyệt vọng, La Mã trao quyền cho nhà độc tài Quintus Fabius Maximus. Fabius ra lệnh tránh chiến tranh trực diện bằng mọi giá, chỉ đánh du kích cho tới khi quân Carthage suy yếu đủ để tấn công trực diện. Nhưng khi Hannibal hành quân tới Cannae (trận Cannae) năm 216 trước CN, Fabius đưa 1 đội quân 80000 người ra chống lại. Đội quân này ngay lập tức bị Hannibal tiêu diệt hoàn toàn, đây là thất bại lớn nhất Roma từng trải qua. Các đồng minh phía Nam Ý của La Mã chạy sang phía Hannibal, toàn bộ Sicilia trở thành đồng minh của Carthage. Thêm vào đó, vua Philippos V của Macedonia, người kiểm soát hầu hết lãnh địa Hy Lạp cũng ngả theo Hannibal và bắt đầu cuộc chiến tranh chống lại La Mã năm 215 trước CN. Tình hình gần như tuyệt vọng đối với La Mã. Fabius không còn dũng khí đối đầu với Hannibal. Hannibal đưa quân đội vòng quanh Ý mà không còn bất cứ sự chống cự nào. Tuy nhiên, Hannibal không có đủ lực lượng và trang bị để bao vây hay tấn công ồ ạt các thành phố như Roma. Tất cả những gì ông có thể làm là đi khắp các miền nông thôn Ý và tàn phá.
La Mã quyết định tấn công hậu phương của Hannibal. Biết rằng Hannibal phụ thuộc vào nguồn cung cấp nhân lực và vật lực từ Tây Ban Nha, La Mã trao cho Publius Cornelius Scipio (237-183 TCN), một thiên tài về chiến lược chức Thống đốc Tây Ban Nha, một hành động không hợp hiến vì vị tướng trẻ này chưa bao giờ là quan chấp chính. Scipio, sau này được gọi bằng cái tên Scipio Africanus vì chiến thắng của ông trước người Carthage trên đất Châu Phi, đã nhanh chóng chinh phục toàn bộ Tây Ban Nha. Đến lúc này, Hannibal bị mắc cạn trên đất Ý. Sau đó, Scipio đưa quân vào châu Phi và buộc người Carthage phải đề nghị Roma một hiệp ước hòa bình. Một phần của hiệp ước này là Hannibal phải rời khỏi bán đảo Ý. Hannibal là một trong những danh tướng vĩ đại nhất trong lịch sử thế giới. Trong suốt cuộc chiến tranh với La Mã, ông không hề thua một trận nào. Dù vậy ông vẫn buộc phải rút lui. Và dù thắng trong tất cả các trận đánh, Hannibal đã thua trong cuộc chiến tranh này. Khi Hannibal quay trở lại, người Carthage lấy lại tinh thần và thêm một lần nữa nổi dậy chống lại La Mã. Năm 202 TCN, Hannibal và Scipio giao chiến ở Zama phía bắc châu Phi và tại đây Hannibal nếm chiến bại đầu tiên. Carthage bị đẩy xuống thành một bang độc lập. La Mã lúc này kiểm soát toàn bộ miền tây Địa Trung Hải bao gồm cả khu vực Bắc Phi.
Cuộc chiến này mang đến cho La Mã những kinh nghiệm lịch sử. Họ đã phải đối mặt với những thất bại hiển nhiên trước một địch thủ hùng mạnh và cuối cùng đã chiến thắng những kẻ thù vượt trội này. Tính cách La Mã được nhìn nhận từ cuộc chiến tuyệt vọng này đã xuyên suốt phần còn lại của lịch sử đế chế. Chiến tranh Punic lần 2 đưa La Mã từ một quyền lực có tính khu vực trở thành một đế chế trên toàn thế giới. Với việc Philip V của Macedonia bắt tay với Hannibal tiến hành chiến tranh chống lại Roma, La Mã chuyển hướng chiến tranh về phía đông trước tiên xâm chiếm Macedonia và sau đó là các vương quốc Hi Lạp khác. Kết quả cuối cùng của chiến tranh Punic lần thứ hai là sự thống trị thế giới của La Mã.

#### Chiến tranh Punic lần 3
Trong những năm tiếp theo, La Mã tiếp tục chinh phục các quốc gia Hy Lạp ở phía đông. Ở phía tây, họ đàn áp tàn bạo người Iberia và trút thịnh nộ lên đầu người Carthage. Các nhà sử học đã ghi lại lời của một lãnh tụ hàng đầu của La Mã là Cato rằng khi kết thúc một bài phát biểu về bất cứ vấn đề gì, ông này cũng có câu: "tôi cho rằng phải hủy diệt Carthage". Trong nửa đầu thế kỷ thứ 2 trước CN, dù không giành lại được nhiều quyền lực nhưng với các hoạt động thương mại, Carthage cũng đã khôi phục lại nhiều phần sự thịnh vượng trước kia. La Mã càng ngày càng nghi ngờ sự hồi sinh của Carthage và yêu cầu người Carthage từ bỏ thành phố của họ để lùi sâu vào trong lục địa Bắc Phi. Carthage, xứ sở buôn bán phụ thuộc vào giao thương trên biển khước từ yêu cầu này. Viện nguyên lão La Mã tuyên bố chiến tranh. Sau một thời gian bao vây, người La Mã chiếm được thành phố, binh lính La Mã đi từng nhà tàn sát dân cư Carthage. Đây có lẽ là vụ hành quyết có hệ thống đẫm máu nhất trước Chiến tranh thế giới thứ hai. Những người Carthage còn sống bị bắt và bị bán làm nô lệ. Cảng biển và thành phố bị phá hủy.

### Chinh phục Hy Lạp

Địa Trung Hải năm 250 TCN

Trong thời gian La Mã đang bận rộn với những tranh chấp chính trị nội bộ và cuộc chinh phục Italia thì người Makedonia đã chinh phục hầu hết lãnh địa Hy Lạp và sau đó vươn bàn tay đế quốc ra khắp thế giới. Năm 324 trước CN, khi mà Roma vẫn chưa chinh phục hết Italia và vẫn đang sa lầy trong mối xung đột giữa giới quý tộc và dân nghèo, thì toàn bộ lãnh địa thế giới nằm phía đông La Mã đã thuộc về 1 người đàn ông duy nhất, Alexandros Đại Đế, nhà quân sự có thể coi là vĩ đại nhất trong lịch sử cổ đại. Sau khi chinh phục toàn bộ Ba Tư, Alexandros bất ngờ chết để lại đế chế mênh mông ông đã dựng lên trong sự xâu xé của các tướng lĩnh. Năm 312 trước CN, Seleukos, một trong các viên tướng này xưng vua tại Babylon và phần đất rộng lớn phía đông Hy Lạp, sau đó tiếp tục mở rộng lãnh thổ tới phía đông Anatolia (Thổ Nhĩ Kỳ) và phía bắc Syria thành lập vương quốc Seleukos. Nhưng La Mã dường như không quan tâm lắm đến những sự kiện chấn động này. Bị chi phối bởi những vấn đề trong nội bộ, La Mã không quan tâm lắm đến tình hình bên ngoài và chưa nhìn nhận đế quốc Hy Lạp như 1 mối đe dọa. Nhưng chiến tranh Punic lần 2 đã làm tất cả thay đổi. Roma gần như đã bị hủy diệt bởi người Carthage và vương quốc Makedonia (dưới quyền trị vì của Philippos V 221-179 trước CN) lại liên minh với Carthage. Thế giới Hy Lạp xuất hiện trong mắt của người La Mã như là mối đe doạ lớn nhất đến từ bên ngoài.
Philippos V là một vị vua nhiều tham vọng, muốn mở rộng lãnh thổ và biến Makedonia thành 1 đế chế. Không may cho ông ta, Antiochus III (223-187 trước CN), vị vua của đế chế Seleucid cũng có cùng tham vọng này. Antiochus III bắt đầu chiếm đoạt lãnh thổ Palestina, tranh giành quyền kiểm soát với nhà Ptolemaios ở Ai Cập. Đồng thời, Philippos V cũng bắt đầu vươn tay tới biển Aegean (nằm giữa bán đảo Hy Lạp và vùng tiểu Á thuộc Thổ Nhĩ Kỳ) và vùng tiểu Á. Hsi vị vua này thấy giải pháp tốt nhất là bắt tay nhau cùng chinh phục Ai Cập sau đó mới tính đến chuyện chia chác.
Tuy nhiên sau đó Philippos V lại giải hòa với La Mã. Kết quả hiệp ước hòa bình giữa Philippos V và La Mã rất hạn chế. Philippos V hầu như bị quản chế trong khu vực của Macedonia và phải bồi thường ngay lập tức 1000 talent vàng, phải giao nộp hầu hết chiến thuyền và vài con tin, trong đó có con trai của ông, Demetrios. Sau sự kiện này, Philippos V hợp tác với người La Mã trong cuộc chiến của họ chống lại vua xứ Sparta là Nabis vào năm 195 TCN và Antiochos III trong các năm 192 TCN - 189 TCN.
Đổi lại cho sự giúp đỡ của ông khi quân đội La Mã dưới quyền Publius Cornelius Scipio Africanus và em trai Lucius Cornelius Scipio Asiaticus hành quân qua Macedonia và Thrace năm 190 TCN. Người La Mã miễn những khoản bồi thường mà ông phải trả và con trai ông Demetrios đã được phóng thích. Philippos sau đó tập trung vào việc củng cố quyền lực tại Macedonia. Ông tập trung cải tổ lại nền tài chính của đất nước, các mỏ được khai thác và một loại tiền tệ mới đã được phát hành. Sau đó Antiochus III này đưa quân lên đất Hy Lạp tấn công người La Mã nhưng nhanh chóng bị đánh bật khỏi Hy Lạp rồi bị thảm bại trong trận Magnesia ở Tiểu Á năm 189 trước CN. Trong cuộc chiến này, người La Mã không chiếm đoạt đất đai mà chỉ buộc Antiochus nộp 1 khoản tiền phạt lớn. Nói chung, La Mã coi các thành phố Hy Lạp như những thành phố tự do ít tiềm lực, và La Mã coi mình là người bảo vệ Hy Lạp, và bằng cách này ngăn chặn sự phát triển của bất kỳ quyền lực tập trung nào có khả năng đe dọa Roma. Năm 179 trước CN, Philippos V chết, người kế vị là Perseus khuấy động phong trào dân chủ và tinh thần cách mạng ở Hy Lạp. Và La Mã lại xâm lược Hy Lạp. Cuộc chiến tranh Macedonia lần thứ ba nổ ra (172-168 trước CN). Không giống với lần trước, khi cuộc chiến này kết thúc, dù vẫn không chiếm đất đai nhưng Roma áp đặt luật lệ bá chủ rất cứng rắn đối với các đồng minh cũng như các thành phố phụ thuộc nhằm ngăn chặn mọi ngọn lửa cách mạng. La Mã đã học được từ việc kiểm soát các thành phố ở Italia rằng có thể kéo dài sự thần phục của các thành phố này nếu duy trì được sự đàn áp dứt khoát, nhanh chóng và tàn bạo.

### Cuộc khủng hoảng của nền Cộng hòa
Giới bình dân La Mã bao gồm những nông dân, thợ thủ công và những lao động chân tay khác. một phần nông dân làm việc trong những trang trại nhỏ của riêng mình, phần còn lại cùng với các thợ thủ công và các loại lao động khác đi làm thuê cho giới quý tộc với mức lương không tồi. Chiến tranh Punic lần thứ hai đã thay đổi tận gốc rễ sự sở hữu tài sản trong xã hội. Hannibal đã san bằng các miền nông thôn khi vận động chiến quanh La Mã, toàn bộ của cải của quốc gia được tập trung sau những bức tường thành Roma để bảo vệ. Bên ngoài, nhà cửa và ruộng đất của hàng vạn nông dân bị phá hủy. Sau chiến tranh, giới quý tộc càng giàu thêm vì chiến lợi phẩm chiến tranh mua sạch đất đai trồng trọt. Đến giữa thế kỷ II TCN, nền nông nghiệp La Mã hoàn toàn bị chi phối bởi các đồn điền mênh mông thuộc sở hữu của những chủ đất giàu có đến mức không tưởng. Những nông dân khánh kiệt tràn vào các thành phố kiếm việc làm. Đây mới chỉ là phần chìm của tảng băng xung đột.
Trong khi đó các cuộc chiến Punic và Macedonia đã cung cấp cho La Mã rất nhiều nô lệ. Trước đây, La Mã đã có những lao động là nô lệ, nhưng phải đến giữa thế kỷ 2 TCN, sự chuyển đổi từ nền kinh tế lao động làm công sang lao động nô lệ mới thực sự diễn ra. Đến cuối thế kỷ 2 trước CN, phần lớn dân số La Mã thuộc tầng lớp nô lệ. Tình trạng này làm giảm đi các cơ hội việc làm và thu nhập tốt cho người lao động gốc La Mã. Nếu muốn có công việc, họ buộc phải chấp nhận mức thu nhập thậm chí thấp hơn những người nô lệ, mức đã không thể đủ sống. Tình trạng này tạo ra một làn sóng di trú khổng lồ của những người lao động từ thành phố này sang thành phố khác ở La Mã với nỗi oán giận ngày càng tăng. Thùng thuốc súng khủng hoảng đã được châm ngòi.

### Gracchi
Năm 133 TCN, tranh chấp đưa La Mã vào nội chiến. Tiberius Gracchus, vị quan hộ dân đại diện cho dân chúng đề nghị giới hạn quyền sở hữu đất đai dưới 640 acre (1 acre ~ 0.4 ha), và như vậy lấy đi phần lớn đất đai của giới quý tộc. Những người có trên 640 acre đất phải trả lại phần dôi để Nhà nước chia cho dân nghèo. Tất nhiên, giới thượng lưu và viện nguyên lão La Mã tìm mọi cách có thể để phản đối dự luật này. Họ nắm được vị quan hộ dân thứ hai là Octavius và thuyết phục ông này phủ quyết cải cách ruộng đất của Gracchus. Khó chịu vì bị phản đối, Gracchus cách chức Octavius, một hành động vi hiến rõ ràng. Khi nhiệm kỳ kết thúc, Gracchus tiếp tục có thêm hành động vi hiến thứ 2 là tham gia kỳ bầu cử cho nhiệm kỳ tiếp theo. Bạo loạn nổ ra trong lần bầu cử này và Gracchus bị 1 nhóm các nghị sĩ ám sát, lần đầu tiên trong lịch sử tồn tại, người La Mã chém giết lẫn nhau.
Nhiều người đã không đánh giá đúng vai trò của Tiberius Gracchus đối với lịch sử La Mã. Dù cuộc cải cách của ông thất bại, nhưng Gracchus đã tạo ra một phong cách chính trị mới: phục vụ đa số. Trước Gracchus, những thay đổi chính trị được thực hiện chủ yếu do những yêu cầu của, và để phục vụ 1 thiểu số là giới quý tộc. Tuy nhiên, Tiberius lại tìm kiếm những thay đổi vì lợi ích của số đông dân chúng và hoàn toàn không đếm xỉa đến giới quý tộc. Điều đó đã tạo ra 1 lớp chính trị gia mới ở La Mã, những người được gọi là chính trị gia mị dân do những cố gắng giành quyền lực của họ bằng cách thu hút sự ủng hộ trong dân chúng. Đối lập với những chính trị gia kiểu này, giới quý tộc tiếp tục nỗ lực duy trì cơ cấu chính trị truyền thống: phục vụ tầng lớp giàu có.
Tiberius chết nhưng nhà Gracchi chưa dừng lại ở đó. Liên tiếp hai năm 123 và 122 TCN, Gaius Gracchus (em trai Tiberius) được bầu là quan hộ dân. Có nguồn ủng hộ khổng lồ từ dân chúng, Gaius tìm cách thông qua rất nhiều bộ luật tại quốc hội. Đầu tiên, ông ra luật bình ổn giá cả ngũ cốc bằng việc cho xây dựng các nhà kho chứa ngũ cốc thừa từ mùa trước. Dự luật thứ hai sẽ mang lại cho ông rất nhiều sự chống đối là trao quyền công dân cho tất cả người Italia (nhằm làm tăng quyền lực của bản thân Gaius). Năm 121 TCN, Viện nguyên lão thông qua 1 luật định yêu cầu các quan chấp chính bảo vệ nền cộng hòa và tuyên bố Gaius Gracchus là kẻ thù của nhà nước. Gaius bị săn đuổi và tự sát, hàng ngàn người ủng hộ ông bị giết và treo cổ.

### Suy tàn
Cuộc cải cách của Sulla mang lại sự phản kháng dữ dội. Sau khi Sulla chết, viện nguyên lão phải đối mặt với các cuộc nổi loạn có vũ trang. Năm 70 TCN, hai chính trị gia nhiều tham vọng là Crassus và Pompey lên làm quan chấp chính và ngay lập tức bãi bỏ hiến pháp của Sulla. 1 trào lưu chính trị mới xuất hiện. Crassus và Pompey liên minh với các quan hộ dân và quốc hội chống lại viện nguyên lão cùng giới quý tộc.
Năm 67 TCN, Pompey được trao quyền lãnh đạo toàn bộ vùng Địa Trung Hải trong 3 năm, và quyền lực này được kéo dài trong nhiều năm tiếp theo để ông có thể tiếp tục cuộc chiến ở vùng Tiểu Á. Đến cuối giai đoạn này, Pompey đã trở thành nhà lãnh đạo nổi tiếng nhất ở La Mã. Việc này khiến Crassus lo sợ vì ông ta không có vị trí quan trọng như Pompey trong cả viện nguyên lão lẫn Quốc hội. Và Crassus quyết định liên minh với các chính trị gia tiếng tăm khác, trong đó nổi bật nhất là Gaius Julius Caesar (100-44 TCN). Caesar xuất thân từ một gia đính quý tộc lâu đời, và là vị tướng thiên tài chỉ huy quân La Mã ở Tây Ban Nha và Gaul.
Khi Caesar trở về từ Tây Ban Nha, ông yêu cầu 1 cuộc diễu binh chiến thắng vòng quanh Roma. Viện nguyên lão từ chối cuộc diễu binh này vì sợ ảnh hưởng của ông tới đám đông dân chúng. Caesar thuyết phục Pompey và Crassus hòa giải và thể chế tam hùng đầu tiên được thành lập bao gồm ba chính trị gia nói trên. Chính phủ tam hùng đầu tiên bao gồm Caesar, Crassus và Pompey bắt đầu nắm quyền lực năm 59 trước CN sau khi Caesar được bầu làm quan chấp chính. Chương trình cải cách của chính phủ mới được ban hành và Caesar trở thành thống đốc của 2 tỉnh Gaul (phía bắc Italia) và Illycrium (ven biển Adria của Nam Tư). Các chiến dịch chinh phục bằng quân sự là con đường để vươn tới quyền lực ở La Mã, bằng cách đó tạo cho các tướng lãnh 1 đội quân trung thành, sự giàu có, sự ủng hộ và uy tín ở Roma. Chức thống đốc ở 2 tỉnh nói trên cho phép Caesar thực hiện ước mơ chinh phục của mình.

## Ngôn ngữ
Ngôn ngữ của người La Mã là tiếng Latin, nó đã được Virgil nhấn mạnh như một nguồn gốc của sự thống nhất và truyền thống của người La Mã. Cho đến tận thời hoàng đế Alexander Severus (trị vì từ năm 222-235) thời đế chế, Giấy khai sinh và chúc thư của công dân La Mã đều phải được viết bằng tiếng Latin. Tiếng Latin cũng còn là ngôn ngữ của các tòa án ở phía Tây và của quân đội trên khắp Đế quốc, nhưng lại không được áp dụng chính thức đối với những cư dân nằm dưới sự cai trị của người La Mã. Thánh Augustinô nhận xét rằng người La Mã ưa thích tiếng Latinh đến mức đã chấp nhận và thực hiện per societatis pacem, thông qua một hiệp ước xã hội. Chính sách này tương phản với của Alexandros Đại đế, vốn mong muốn nhằm biến tiếng Hy Lạp trở thành ngôn ngữ chính thức trên khắp đế chế của mình. Như là một hệ quả từ các cuộc chinh phục của Alexandros, ngôn ngữ Koine Hy Lạp đã trở thành ngôn ngữ chung ở khu vực quanh phía đông Địa Trung Hải và ở Tiểu Á  "Biên giới ngôn ngữ họ" này đã phân chia đế quốc thành hai nửa với tiếng Latin ở Phía Tây và tiếng Hy Lạp ở Phía Đông thông qua bán đảo Balkan, tạo ra một hệ ngôn ngữ song song bên trong đế quốc La Mã. Những người La Mã mà được nhận một nền giáo dục ưu tú, thì lại học tiếng Hy Lạp như là một ngôn ngữ thơ ca, và hầu hết những người thuộc chính quyền đều có thể nói tiếng Hy Lạp. Các vị hoàng đế của triều đại Julio-Claudius đã khuyến khích những tiêu chuẩn cao đối với tiếng Latin chuẩn (Latinitas), một trào lưu ngôn ngữ được đồng nhất theo những thuật ngữ hiện đại như là tiếng Latinh cổ điển, và ủng hộ việc sử dụng chính thức tiếng Latin trong các hoạt động kinh doanh.